# Teixidor gris
El teixidor gris (Anthoscopus musculus) és una espècie d'ocell de la família dels remízids (Remizidae).

## Hàbitat i distribució
Habita matolls del centre, sud i est d'Etiòpia, Somàlia, sud del Sudan, nord d'Uganda, Kenya i nord-est de Tanzània.